# 明神川 (徳島県)
明神川（あきのかみがわ、あけのかみがわ）は、徳島県鳴門市を流れる二級河川である。

## 地理
鳴門市北灘町より瀬戸町を通過し小鳴門海峡に注ぐ。名前の由来は瀬戸町の字名から付けられており、かつてこの地には板野郡明神村が存在した。
支流に準用河川北中山谷川がある。流域には国道11号や徳島県道42号瀬戸撫養線、徳島県道182号瀬戸港線が通っている。

## 支流
- 北中山谷川

## 流域の主な施設
- 国道11号
- 徳島県道42号瀬戸撫養線
- 鳴門市明神小学校

## 流域の自治体
徳島県
鳴門市